# Грабово (Сереховичевская сельская община)
Грабово (укр. Грабове) — село в Сереховичевской сельской общине Ковельского района Волынской области Украины.
До 2020 года входило в Старовыжевский район.
Код КОАТУУ — 0725084802. Население по переписи 2001 года составляет 382 человека. Почтовый индекс — 44442. Телефонный код — 3346. Занимает площадь 2,224 км².